# Panopeu
Panopeu (en grec antic Πανοπεύς), va ser un heroi grec, fill de Focos i d'Astèria.
Té un germà bessó, Crisos, contra el qual sentia un odi despietat. Es deia que els dos infants ja es barallaven dins el ventre matern. Va acompanyar Amfitrió en l'expedició contra els tafis, i va jurar, per Atena i Ares, que no tocaria res del seu botí. Però va faltar al seu jurament i va ser castigat del seu perjuri, en el seu fill Epeu, que tot i ser un lluitador amb molt de coratge, era un mal guerrer. Va prendre part a la cacera del senglar de Calidó i a la guerra de Troia, on va ser un dels que anaven al cavall de fusta.
Va donar el seu nom a una ciutat de la Fòcida, Panopeu.